# Gyrodactylus marinus
Gyrodactylus marinus är en plattmaskart. Gyrodactylus marinus ingår i släktet Gyrodactylus och familjen Gyrodactylidae. Inga underarter finns listade i Catalogue of Life.